# Stora Ättarp

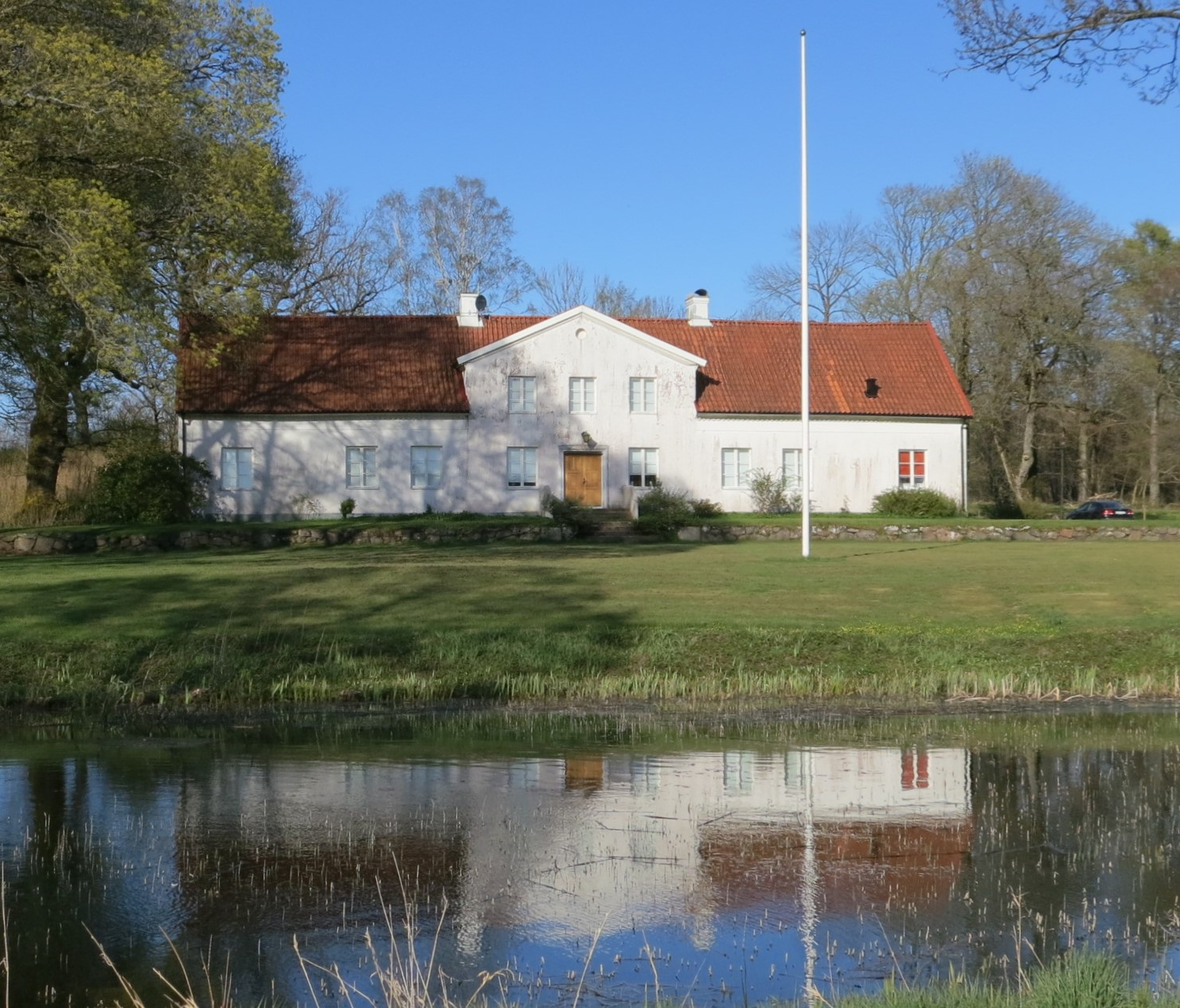
Ättarps gård 5 maj 2016

Stora Ättarp är en herrgård och tidigare säteri i Enslövs socken i Hallands län.
Gården Ättarp har varit bebodd sedan åtminstone tidig medeltid. Fynd av järnyxor och fragment av ålderdomlig keramik styrker detta. 
Ägaren har sannolikt gjort tjänst vilket befriat honom från skatt, en frälseman på en frälsegård. Senare kom en sådan gård att kallas sätesgård eller säteri. Kanske var Ättarp en frälsegård redan på 1200-talet. Man vet att Ättarp var en sådan gård på 1430-talet. Beteckningen var länge Ättarps hovgård och först 1671 finns notat om beteckningen sätesgård.Mest känd är Ättarps säteri för Ettarpsmötet 1257 och för Ettarps glasbruk som drevs där på 1700-talet. 
Gårdens ägare under 1200- och 1300-talet är ej kända. På mitten av 1400-talet beboddes gården av väpnaren Anders Jenssen. Vid sekelskiftet 1500 anges Nils Jenssen som ägare. År 1558 står riksrådet Peder Skram som försvarare av Ättarp och på 1560-talet Knud Jenssen Månesköld. Han kallades även Knut Yude och var landsdomare i södra Halland. Landsdomare i södra och norra Halland Björn Knudsson erhöll Ättarps säteri 1581 genom ett byte med kung Fredrik II av Danmark.  Sonen Knud Björnssen övertog Ättarp som strax före sin död 1603 sålde gården till blivande svågern Claus Maccabeus. Även han blev landsdomare. Claus och senare änkan Ursula står som ägare fram till mitten av 1650-talet. 
Någon gång mellan 1653 och 1660 blev grevinnan Catharina Oxenstierna ägare till säteriet. Hon var dotter till Axel Oxenstierna och gift med kammarrådet Johan Jespersson Kruus. Efter Catharinas död 1661 blev hennes dotter friherrinnan Barbro Kruus av Gudhem ägare till Ättarp. Hon var sedan 1659 gift med friherre Carl Carlsson Sparre som dog 1672. Samma år sålde änkan gården till friherre Göran Sperling, ägare till godset Sperlingsholm. Han blev senare landshövding i Halland. Sätesgården Ättarp bestod då av hela övriga Ättarp, Släggarp, Boarp och hemman i Virshult och några andra byar.
Efter Göran Sperlings död 1691 förblev säteriet i släktens ägo och förvaltades av sonen Casper Otto Sperling till 1696. Under åren fram till 1701 anges Ättarp som kungsgård. Då beboddes gården av häradshövding och kyrkoinspektören Carl Svanhals. Han avled 1709 och begrovs under altaret i Enslövs kyrka. Under åren 1712 till 1723 stod landshövding Löwens arvingar som ägare till säteriet. 
Den 25 oktober 1718 beviljade kung Karl IX att kommissarie och handelsman Johan Casper Haberman och hans hustru fick förvärva Ättarps säteri. När Habermans köpte säteriet 1718 av landshövding Gustaf von Psilander ingick även ett stort antal underliggande frälsegårdar och torp i Enslövs, Breareds och Torups socknar i Hallands län. År 1724 anges Habermans vara boende på Ättarp. Den nu befintliga mangårdsbyggnaden uppfördes 1729. Efter faderns död 1734 anlade sonen assessor Johan Haberman 1739 Hallands första glasbruk, Ettarps glasbruk. Johan avled 1791 och begrovs i Enslöv. De avlägsna släktingarna i Göteborg syskonen Hans, Jakob och Anna Magdalena Busck fick ärva bröderna Haberman.
På 1790-talet köpte borgmästaren i Göteborg Hans Busck säteriet. Hans son assessor Carl Hans Busck anges 1795 som boende på gården och han gifte sig med Anna Ström, dotter till kyrkoherde Samuel Ström i Enslöv. Busck sålde 1826 sätesgården Ättarp, som fick namnet Stora Ättarp, till kommerserådet Göran Hammar. Själv behöll han gården Lynga som kom att kallas Lilla Ättarp. Han avled 1841. Det gamla säteriet hade nu delats i två säterier, Stora och Lilla Ättarp.
Senare dendrokronologisk åldersbestämning av bjälkar och takstolar talar för att mangårdsbyggnaden avsevärt förändrats eller möjligen byggts i slutet av 1700-talet. Detta bör ha skett efter Habermans död och gården övertagits av arvingarna i familjen Busck.